# بنجامين لوروا
بنجامين لوروا (بالفرنسية: Benjamin Leroy)‏ (7 أبريل 1989 كوسيك فرنسا - ) هو لاعب كرة قدم فرنسي يلعب كحارس مرمى.

## روابط خارجية
- بنجامين لوروا على موقع رابطة كرة القدم الفرنسية للمحترفين (الإنجليزية)
- بنجامين لوروا على موقع قاعدة بيانات كرة القدم.إي يو (الإنجليزية)
- بنجامين لوروا على موقع ليكيب (الفرنسية)
- بنجامين لوروا على موقع Soccerway.com (الإنجليزية)
- بنجامين لوروا على موقع AS.com (الإسبانية)